# Qaitbayjeva citadela
Qaitbayjeva citadela (Qaitbayjeva trdnjava) (arabsko قلعة قايتباي) je obrambna utrdba iz 15. stoletja na obali Sredozemskega morja v Aleksandriji v Egiptu. Ustanovljena je bila leta 1477 (882 AH) v zalivu sultana Al-Ashraf Sayf al-Din Qa'ita. Citadela je na vzhodni strani severne konice otoka Faros na ustju Vzhodnega pristanišča.  

## Zgodovina
Qaitbayjeva citadela v Aleksandriji velja za eno najpomembnejših obrambnih trdnjav, ne le v Egiptu, temveč tudi ob obali Sredozemskega morja in pomemben del sistema utrdb Aleksandrije v 15. stoletju. 

### Svetilnik v Aleksandriji
Citadela je ob vhodu v Vzhodno pristanišče na vzhodni točki otoka Faros. Postavljena je bila na mestu znamenitega svetilnika, ki je bil eno od sedmih čudes antičnega sveta. Svetilnik je deloval do časa arabskega osvajanja. Ker je prišlo do več nesreč je bila oblika svetilnika do neke mere spremenjena, vendar je še vedno deloval. Obnova se je začela v obdobju Ahmeda Ibn Tuluna (približno v 880-ih). V 11. stoletju je prišlo do potresa, kar je povzročilo poškodbe osmerokotnega dela. Dno je preživelo, vendar je lahko služilo le kot stražarski stolp z majhno mošejo na vrhu. V 14. stoletju je bil zelo uničujoč potres in celotna zgradba je bila popolnoma uničena.

### Utrdbe  iz 15. stoletja
Približno 1480. leta je čerkeški mameluški sultan Al-Ashraf Qaitbay utrdil mesto kot del obalnih obrambnih objektov proti Turkom, ki so takrat grozili Egiptu. Izgradil je trdnjavo in v njej postavil mošejo. Citadela je delovala v večini obdobja Mamelukov, osmanskem obdobju in sodobnem času, a po britanskem bombardiranju mesta Aleksandrija leta 1882 je ostala brez pozornosti. Ostala je zanemarjena do 20. stoletja, ko jo je večkrat obnovil Egiptovski Vrhovni svet starin.
Ustanovitelj citadele Qaitbay je bil čerkeški sultan z imenom Al-Ashraf Abou Anasr Saif El-Din Qaitbay El-Jerkasy Al-Zahiry (1468-1496), rojen okoli leta 1423 (826 AH). Bil je Mameluk, ki je v Egipt prišel kot mladenič, star manj kot 20 let. Kupil ga je Al-Ashraf Bersbay, ostal med njegovimi spremljevalci, dokler Al-Ashraf Bersbay ni umrl. Potem je sultan Djaqmaq kupil Qaitbaya in mu kasneje dal svobodo. Qaitbay je nato nadaljeval z zasedbo različnih delovnih mest. Ko je vladal sultan Tamar Buğa, je postal načelnik vojske (Atabec Al-Askar). Ko je bil sultan vržen s prestola, je bil Qaitbay imenovan za sultana, z nazivom Almalek Al-Ashraf na ponedeljek 26. Ragab, 872 AH (leto 1468). Bil je eden najpomembnejših in uglednih mameluških sultanov, ki je vladal okoli 29 let. Bil je pogumen kralj, ki je poskušal z Osmani začeti novo obdobje z izmenjavo veleposlaništev in daril. Bil je navdušen nad potovanji in opravil številna pomembna potovanja.

### Graditelj
Qaitbay je bil mecen umetnosti in arhitekture, ustvaril je tudi pomembno mesto med upravnim sistemom in državo. Bil je graditelj (Shady Al-Ama'er). V Meki, Medini in Jeruzalemu je zgradil številne koristne stavbe. V Egiptu mu je pripisanih okoli 70 obnovljenih objektov, med njimi so mošeje, medrese, uradi, javne vodnjake (sebil), osnovne šole (mekteb, arabsko kutab), hiše, vojaške zgradbe, kot so citadela v Aleksandriji in Rosetti (danes mesto Rashid). Te citadele so bile zgrajene za zaščito severa Egipta, večinoma proti Osmanom, katerih moč se je v Sredozemlju povečevala.
Qagmas Al-Eshaqy je bil arhitekt Citadele. Pred prihodom v Egipt je bil Mameluke iz Djakmaka v Siriji. V času vladavine Qaitbayja je postal graditelj in nato Aleksandrijski podkralj. Bil je imenovan za guvernerja Sirije (Damaska), zgradil je mošejo zunaj vrat Rašida (Bab Rashid), kot tudi kenotaf in han. Prav tako je prenovil mošejo El-Sawary pred vrati Sadrah (Bab Sadrah).
Qagmas je bil inteligenten in skromen, kot tudi nadzornik številnih konstrukcij v času Qaitbayja. Leta 882 AH (1477 n. št.) je sultan Qaitbay obiskal stari svetilnik v Aleksandriji in ukazal na njegovih temeljih zgraditi trdnjavo. Gradnja je trajala približno 2 leti in rečeno je, da je Qaitbay za delo na Citadeli porabil več kot sto tisoč zlatih dinarjev

### Gradnja
Ibn Ayas je omenil, da se je gradnja te utrdbe začela v mesecu Rabi Alawal 882 H. Rekel je, da je sultan Qaitbay odpotoval v Aleksandrijo, skupaj z nekaterimi drugimi mameluškimi knezi, obiskal kraj starega svetilnika in med tem obiskom naročil gradnjo Citadele.
V mesecu Shaban 884 H je sultan Qaitbay ponovno odšel v Aleksandrijo, ko je bila gradnja končana. Trdnjavi je dal hrabro legijo vojakov in razno orožje. Prav tako je, kot je omenil Ibn Ayas, namenil več vakufov, iz katerih je financiral gradbena dela in plače vojakov.
V času Mamelukov in zaradi svoje strateške lokacije, je bila Citadela dobro vzdrževana od vseh vladarjev, ki so prišli za Qaitbayjem.

### Krepitev garnizije
Sultan Qansuh Al-Ghouri je Citadeli namenil posebno pozornost. Obiskal jo je večkrat in povečal moč garnizona, ki mu je omogočil različno orožje in opremo. Imela je velik zapor za kneze in državnike, ki jih je sultan iz nekega razloga zadrževal stran od njihovih koristi. V epizodah leta 920 H, je sultan sultan Qansuh Al-Ghouri obiskal Aleksandrijo z drugimi knezi.

### Osmanska grožnja
Odšli so v Qaitbayjevo citadelo, kjer so videli nekaj manevrov in vojaško usposabljanje v obrambnem orožju tega obdobja. Ko je začutil osmansko grožnjo, je izdal vojaški odlok o prepovedi odnašanja orožja iz Citadele, celo napovedal, da bo s smrtno kaznijo kaznovan tisti, ki bi skušal karkoli ukrasti iz Citadela in naročil napis tega odloka na marmorno ploščo, pritrjeno na vrata pred dvoriščem. Piše: b-ismi-lāāhi r-raḥmāni r-raḥīmi بسم الله الرحمن الرحيم  - 'v imenu Boga, Najmilejšega, Najljubšega'.
Ko so osmanski Turki osvojili Egipt, so celo skrbeli za to edinstveno Citadelo. Uporabili so jo za zavetje, kot so to storili s Saladinovo citadelo v Kairu in Citadelo Damieta, Rosetta, Al Borollos in El-Arish. Vzdrževali so jo v dobrem stanju in namestili s pehoto, artilerijo, družbo bobnarjev in trobentačev, zidarjev in tesarjev.

### Osmanska grožnja je minila
Ker je osmanska vojska postala šibka, je Citadel začel izgubljati svoj vojaški pomen. Leta 1798  je med francosko odpravo v Egipt padla v roke francoskih vojakov, predvsem zaradi šibkosti garnizona v Citadeli in moči francoskega sodobnega orožja v tistem času. V notranjosti so Francozi našli nekaj orožja križarjev iz obdobja Ludvika IX. To je bil morda plen iz bitke in ujetja El-Mansoura.

### Obnova v 19. stoletju
Ko je Mohamed Ali paša leta 1805 postal vladar Egipta, je obnovil staro Citadelo, obnovil in popravil zunanje obzidje, ter je opremil trdnjavo z najsodobnejšim orožjem tega obdobja, zlasti obalnimi topovi. Mohameda Alija in njegovo vladanje velja za drugo zlato obdobje za Citadelo.

### Orabijev upor
Citadela je ohranila zanimanje naslednikov Mohameda Alija do leta 1882, ko je prišlo do upora, ki ga je vodil polkovnik Ahmed 'Urabi. Britanska flota je bombardirala Aleksandrijo 11. julija 1882 in poškodovala velik del mesta, zlasti na območju Citadele. Ta napad je porušil utrdbo in povzročil veliko škodo. Severna in zahodna fasada sta bili močno poškodovane zaradi topovskih eksplozij, usmerjenih neposredno v konstrukcijo. Zahodna fasada je bila popolnoma uničena, tako da je v njej nastala velika vrzel.

### Obnova v 20. stoletju
Citadela je nato ostala zanemarjena do leta 1904, ko je Ministrstvo za obrambo obnovilo zgornje nadstropje. Kralj Faruk je želel spremeniti Citadelo v kraljevo počitniško hišo, zato je naročil hitro obnovo.
Po revoluciji leta 1952 so egiptovske vojaške čete spremenile stavbo v pomorski muzej. Največja obnovitvena dela izvirajo iz leta 1984, ko je Egipčanska organizacija za starine naredila ambiciozne načrte za obnovo utrdbe.